# Tropocyclops
Tropocyclops is een geslacht van eenoogkreeftjes uit de familie van de Cyclopidae.

## Soorten
- Tropocyclops affinis (Sars G.O., 1863)
- Tropocyclops bopingi Dumont, 2006
- Tropocyclops breviramus Hsiao, 1950
- Tropocyclops brevis Dussart, 1972
- Tropocyclops brevispinus Shen & Tai, 1962
- Tropocyclops candidiusi (Harada, 1931)
- Tropocyclops chinei Dang, 1967
- Tropocyclops confinis (Kiefer, 1930)
- Tropocyclops extensus Kiefer, 1931
- Tropocyclops federensis Reid, 1991
- Tropocyclops frequens Kiefer, 1931
- Tropocyclops ishidai Lee & Chang, 2007
- Tropocyclops jamaicensis Reid & Janetzky, 1996
- Tropocyclops jerseyensis Kiefer, 1931
- Tropocyclops levequi Dumont, 1981
- Tropocyclops longiabdominalis Shen & Tai, 1962
- Tropocyclops matanoensis Defaye, 2007
- Tropocyclops mellanbyi Onabamiro, 1952
- Tropocyclops miser (Brehm, 1953)
- Tropocyclops nananae Reid, 1991
- Tropocyclops nigroviridis Harada, 1931
- Tropocyclops onabamiroi Lindberg, 1950
- Tropocyclops parvus Kiefer, 1931
- Tropocyclops piscinalis Dussart, 1984
- Tropocyclops polkianus Einsle, 1971
- Tropocyclops prasinus (Fischer, 1860)
- Tropocyclops pseudoparvus Dussart & Fernando, 1986
- Tropocyclops rarus Dussart, 1983
- Tropocyclops schubarti Kiefer, 1935
- Tropocyclops setulifer Lee & Chang, 2007
- Tropocyclops tenellus (Sars G.O., 1909)
- Tropocyclops varicoides (Brady, 1908)